# Broager
Broager é um município da Dinamarca, localizado na região sul, no condado de Sonderjutlândia.
O município tem uma área de 43,38 km² e uma população de 6 400 habitantes, segundo o censo de 2004.